# José de L’Hotellerie de Fallois y Fernández de Heredia
D. José María Joaquín Vicente de L’ Hotellerie de Fallois y Fernández de Heredia, Barón de Warsage, fue un militar español nacido en la ciudad de Calatayud (Zaragoza) el 7 de junio de 1759. 

## Biografía
De familia noble originaria del principado de Lieja, su padre sirvió en las reales guardias valonas, donde él también ingresaría siendo muy joven.
En 1808 fue sorprendido por la invasión francesa de España, recibiendo el encargo de Palafox de reclutar y organizar una columna. Su cometido fue la defensa de los valles de los ríos Jalón y Jiloca, además de los polvorines de Villafeliche, donde rechazó a las tropas francesas, tras haber participado en los combates de Épila.
Puso en retirada a los franceses tras combates en Tudela, hecho que le valió su ascenso a comandante de la guardia valona y su nombramiento como Jefe del Estado Mayor del Ejército de Aragón.
Permaneció en Zaragoza durante los sitios, ciudad en la que morirá finalmente en febrero de 1809 intentando cruzar el puente de Piedra.